# Sergei Alexandrowitsch Schwezow
Sergei Alexandrowitsch Schwezow (russisch Сергей Александрович Швецов; * 7. Dezember 1960 in Kutaissi, Georgische SSR) ist ein ehemaliger sowjetischer Fußballspieler.

## Leben und Karriere
Sergei Schwezow wurde 1960 in Kutaissi, im heutigen Georgien, geboren und stammt aus einer russischen Familie, die sich dort während des Zweiten Weltkriegs niederließ. Bereits als 16-Jähriger lief er für seinen Heimatverein Torpedo Kutaissi auf, für die er zwischen 1976 und 1977 insgesamt 17 Spiele absolvierte, in denen er drei Tore schoss. Anschließend wurde er von Zenit Leningrad verpflichtet, wo er zwei Jahre verblieb. 1980 absolvierte er sein einziges Spiel für die Fußballnationalmannschaft der UdSSR. Der eigentliche Abwehrspieler war variabel in seinem Spiel und wurde auch häufig in Offensivpositionen eingesetzt. 
1981 wurde Schwezow von Spartak Moskau verpflichtet. In den ersten beiden Spielzeiten war er fast regelmäßig Stammspieler, 1983 erlitt er jedoch eine schwere Verletzung, als er mit seinem Mannschaftskameraden Alexei Prudnikow zusammenstieß und sich einen schweren Bruch sowie mehrere Bänderrisse zuzog. Schwezow fiel lange aus und konnte sich nach seiner Genesung in der Mannschaft nicht mehr richtig durchsetzen, so dass er Spartak Moskau wieder verließ. Für den Hauptstadtclub schoss er bis 1984 in 68 Ligaspielen insgesamt 14 Tore. 1985 kam er für eine Spielzeit zurück zu Torpedo Kutaissi, die damals ebenfalls noch in der höchsten sowjetischen Liga spielten. 1986 ging Schwezow eine Liga tiefer zu Gurija Lantschchuti, mit denen er im selben Jahr den Aufstieg feiern konnte. 1987 wechselte er zum FK Samtredia, wo er jedoch auch nur noch ein Jahr verblieb. Danach schaffte es Schwezow endgültig nicht mehr, im Profifußball Fuß zu fassen und spielte nur noch in niedrigen Ligen. Er war anschließend noch einige Jahre bei SK MELS, einem Amateurclub in Moskau, tätig, 1991 bis 1992 schnürte er noch einmal für den belgischen Verein KSV Bornem die Fußballschuhe, ebenfalls in einer Amateurliga.